# Cyclopharynx
Cyclopharynx is een geslacht van straalvinnige vissen uit de familie van de cichliden (Cichlidae).

## Soorten
- Cyclopharynx fwae Poll, 1948
- Cyclopharynx schwetzi (Poll, 1948)